# Croton pungens
Espèce
Croton pungens est une espèce de plantes à fleurs du genre Croton et de la famille des Euphorbiaceae, présente du Mexique au Brésil.
Il a pour synonymes :
- Croton glandulosus, Vell., 1831
- Croton pungens var. genuinus, Müll.Arg., 1865
- Croton pungens var. rhomboidalis, Müll.Arg., 1865
- Croton standleyi, Steyerm., 1940
- Oxydectes pungens, (Jacq.) Kuntze